# Arthroleptis taeniatus
Arthroleptis taeniatus es una especie de anfibios de la familia Arthroleptidae.
Habita en Camerún, Angola, República Centroafricana, Gabón, Guinea Ecuatorial y posiblemente en Angola y la República del Congo.
Sus hábitats naturales incluyen montanos secos tropicales o subtropicales y pantanos.
Está amenazada de extinción por la pérdida de su hábitat natural.